# D–10
A D–10 szovjet 100 mm-es huzagolt csövű harckocsiágyú, melyet a második világháború utolsó éveiben fejlesztettek ki az OKB–9 tervezőirodában. Több kísérleti harcjármű mellett kezdetben a SZU–100 páncélvadásznál alkalmazták, később a T–54 és T–55-ös harckocsikba építették be. Az egyik legnagyobb mennyiségben előállított harckocsiágyú, melyet az 1970-es évek végéig gyártottak.

## Története
1943-tól a T–34-be is a SZU–85-ön használt 85 mm-es ágyút építették be, ez a SZU–85-öt elavulttá tette a páncélvadász feladatkörben. Emiatt a SZU–85 utódaként egy erősebb páncéltörő ágyú kifejlesztése vált szükségessé. Erről az Állami Védelmi Bizottság (GKO) 1943-ban adta ki a 4851. sz. határozatát.  1944 elején bízták meg a 9. sz. Tüzérségi Gyár mellett működő, Fjodor Petrov vezette tervezőirodát (OKB–9) egy 100 mm-es páncéltörő ágyú megtervezésével. Petrov az ágyú kifejlesztéséhez az B–34 hajófedélzeti légvédelmi ágyút vette alapul, ezt alakították át más feladatkörre. Petrov a B–34-es ágyút felhasználva korábban már készített egy harckocsiágyút. Ez volt az SZ–34, de annak a gyártását elvetették.
Először az ágyú D–10SZ (SZ – szamohodnaja, magyarul: önjáró) jelű változatát a SZU–85-öst felváltó SZU–100 páncélvadászba építették be, melyet a második világháború utolsó időszakában vetettek be. Kísérleti jelleggel két ISZ–2-es harckocsit is felszereltek ezzel a löveggel, de végül úgy döntöttek, hogy csak a SZU–100-ast látják el ezzel az ágyúval.
1944-ben elkészült a harckocsikba szánt D–10T (T – tankovaja, magyarul: harckocsi-) jelű változata is, amelyet a később a T–54-hez vezetőt kísérleti típusokba, a T–34–100-ba, a T–44–100-ba (1945–1947 között) építettek, majd a T–54 prototípusaiba, később pedig a sorozatgyártású harckocsiba szereltek. Kipróbálták a KV–100 és az ISZ–2 kísérleti változatánál (ISZ–4) is.
1955-ben jelent meg a füstelszívóval és függőleges síkú stabilizátor (SZTP–1 Gorizont) használatához szükséges rögzítési pontokkal rendelkező változata, a D–10TG. 1956-ban jelent meg a kétsíkú stabilizátorhoz (SZTP–2 Ciklon) használható változata, a D–10T2SZ, amelyet a T–54B-hez és a T–55-höz használtak. Ezt a változatot hővédő köpennyel is ellátták. A D–10-es ágyút 1978-ig építették be harcjárművekbe. Az egyes változatok műszaki és harcászati paramétereiben nem voltak jelentős eltérések.
Az ágyú tűzereje az 1960-as évektől már nem felelt meg a korszerű harckocsik jelentette elvárásoknak, az 1970-es években megjelent 3. generációs harckocsik között pedig teljesen elavultnak számított. Ezért a tűzerő javítása érdekében – a T–55-ösök 1980-as években végrehajtott modernizációja során – ehhez az ágyúhoz is készültek lövegcsőből indítható önirányítású páncéltörő rakétákkal szerelt lőszerek. Ilyenek voltak a 3UKB10 lőszerek, melyek 9K117 Basztyion páncéltörő rakétát tartalmaztak.

## Változatok
- D–10SZ – 1944-től gyártották a SZU–100 páncélvadászhoz.
- D–10T – 1944-től készült. A T–34-100, a T–44–100, valamint a T–54 prototípusaihoz, majd 1946-tól nagy sorozatban a T–54-hez készült.
- D–10T2 – 1950-től gyártották a T–54-hez.
- D–10TG – 1954-től készült a T–55A és a T–54AM számára. Egysíkú (függőleges) stabilizátorral működött együtt.
- D–10T2SZ – 1956-tól gyártották a T–54B, a T–54M, a T–55 és a T–55A harckocsikhoz. Kétsíkú stabilizátorral, füstelszívóval és hővédő köpennyel látták el.